# Dique La Viña
Dique La Viña är en dammbyggnad i Argentina.   Den ligger i provinsen Córdoba, i den centrala delen av landet, 700 km nordväst om huvudstaden Buenos Aires. Dique La Viña ligger 839 meter över havet. Den ligger vid sjön Embalse La Viña.
Terrängen runt Dique La Viña är varierad, och sluttar västerut. Närmaste större samhälle är Villa Dolores, 16,8 km sydväst om Dique La Viña.
Trakten runt Dique La Viña består i huvudsak av gräsmarker. Runt Dique La Viña är det ganska glesbefolkat, med 23 invånare per kvadratkilometer.